# Cliff Smalls (album)
Pour les articles homonymes, voir Caravan.
Cliff Smalls featuring Oliver Jackson and Leonard Gaskin est un album de jazz enregistré en 1978 à Brignoles en France par le pianiste américain Cliff Smalls, le contrebassiste Leonard Gaskin et le batteur Oliver Jackson,.
L'album est également connu sous le nom de Caravan, disque compact paru en 2000.
Il ne doit pas être confondu avec le LP intitulé Oliver Jackson trio featuring Cliff Smalls and Leonard Gaskin enregistré en 1979 et paru sur le même label.

## Historique

### Enregistrement
L'album Cliff Smalls featuring Oliver Jackson and Leonard Gaskin est enregistré le 8 février 1978 au Studio Miraval à Brignoles en France par le pianiste Cliff Smalls, le contrebassiste Leonard Gaskin et le batteur Oliver Jackson,,.
Il est enregistré par Patrice Quef,.

### Publication
L'album Cliff Smalls featuring Oliver Jackson and Leonard Gaskin sort en disque vinyle LP en 1978 sous la référence B&B 33.134 sur le label Black and Blue fondé en 1968 par Jean-Marie Monestier et Jean-Pierre Tahmazian pour enregistrer « quelques uns des derniers représentants du jazz classique » qu'ils faisaient venir en France, « les sortant de l'anonymat dans lequel l'oubli les avait plongés. Enthousiasmés par l'accueil du public en concert, les musiciens gravent alors pour Black and Blue des plages qui comptent parmi leurs plus belles »,,.
La notice du LP est rédigée par Claude Carrière et traduite par Tina Biderman, tandis que la photographie qui illustre sa pochette est l'œuvre de Claude Carrière.

### Réédition
L'album est réédité en disque compact en 2000 sous le titre Caravan sous la référence BB 935.2, dans la série The Definitive Black & Blue Sessions proposée par Jean-Michel Proust et Jean-Marc Fritz pour redécouvrir les trésors du label Black and Blue.
Aux morceaux de l'album originel est ajoutée une prise alternative (take 1) du morceau Yellow Dog,. 
Le CD Caravan est remastérisé par Xavier Brunetière au Studio Cargo à Paris,. Son design graphique est l'œuvre de Jean-Michel Proust et Jean-Marc Fritz, et les photographies qui illustrent le livret sont de Jean-Marie Monestier (p.1 Cliff Smalls, p.2 Leonard Gaskin, p.6 Cliff Smalls), Jean-Pierre Tahmazian (p.4, Oliver Jackson) et Claude Carrière (p.8, portrait de Cliff Smalls illustrant le LP originel).

## Accueil critique
Dans la notice du LP originel, Claude Carrière souligne que « Cliff Smalls ne manque pas de verve, au point de se permettre - j'en fus témoin - d'improviser une bonne dizaine d'introductions, toutes différentes, à une œuvre orchestrale. Pour réaliser le présent disque, Cliff a joui d'une totale liberté. Deux rythmiciens le suivent avec l'attention et la chaleur qu'on ne réserve qu'aux amis ».

## Liste des morceaux
Le LP originel comprend les six morceaux suivants :
| 1.    | Yellow Dog              | Leonard Gaskin                           | 6:11 |
| 2.    | The Man I Love          | George Gershwin & Ira Gershwin           | 7:51 |
| 3.    | Toneing Down            | Cliff Smalls                             | 6:40 |
| 4.    | Millie And Alexis Blues | Oliver Jackson                           | 7:20 |
| 5.    | Secret Love             | Paul Francis Webster, Sammy Fain         | 4:56 |
| 6.    | Caravan                 | Juan Tizol, Duke Ellington, Irving Mills | 7:24 |
| 40:22 |                         |                                          |      |

On notera que la moitié des morceaux est composée par les membres du trio.
La réédition en CD publiée en 2000 change légèrement l'ordre des morceaux en faisant passer Secret Love en deuxième place et ajoute une prise alternative (take 1) du morceau Yellow Dog,

## Musiciens
- Cliff Smalls : piano
- Leonard Gaskin : contrebasse
- Oliver Jackson : batterie